# بلوار رؤیاهای دست‌نیافتنی (ترانه ال دوبین)
«بلوار رویاهای دست‌نیافتنی» (به انگلیسی: Boulevard of Broken Dreams) ترانه‌ای است که ال دوبین شعر آن را سروده و هری وارن موسیقی آن را نوشته‌است. این قطعه اولین بار در سال ۱۹۳۳ با صدای دین جنیس و همراهی ارکستر هال کمپ ضبط شده‌است. یک‌سال بعد کنستانس بنت در فیلم موزیکال مولن روژ این ترانه را اجرا کرد.
در سال ۱۹۷۷ چارلز هام نویسنده و موسیقی‌شناس آمریکایی مجموعه‌ای از ترانه‌های شاخص سال‌های رکود بزرگ را جمع‌آوری و منتشر کرد که «بلوار رویاهای دست‌نیافتنی» یکی از قطعه‌های آن مجموعه است.
در خیابان غم و اندوه / بلوار رویاهای دست‌نیافتنی قدم می‌زنم / جایی که ژیگول و ژیگولت / می‌توانند بدون شرمندگی از هم بوسه‌ای بگیرند / تا رویاهای از دست‌رفته‌شان را فراموش کنند.

## بازخوانی‌ها
- کانی بازول در سال ۱۹۳۴[۵]
- فرانسیس لنگفورد در سال ۱۹۳۹ با همراهی ارکستر هری سوسنیک[۶]
- نت کینگ کول به‌همراه گروهش در ژوئیهٔ ۱۹۴۹[۷]
- تونی بنت در سال ۱۹۵۰ یک نسخهٔ دمو از ترانه را ضبط کرد که موجب شد مورد توجه کلمبیا رکوردز قرار بگیرد و با او قرارداد امضا کنند.[۸] نسخهٔ بنت به‌عنوان ساوندترَک فیلم رفقای خوب (۱۹۹۰) استفاده شده‌است.[۹]
- مرین فیث‌فول در سال ۱۹۸۷ در آلبوم آب و هوای عجیب[۱۰]
- دایانا کرال در سال ۱۹۹۶ در آلبوم همه‌اش برای تو - ادای احترام به سه‌نفره نت کینگ کول[۱۱]
- ایمی واینهاوس در ۸ ژانویهٔ ۲۰۱۱ در فستیوال سول سامر برزیل[۱۲]
- هالی لورن در سال ۲۰۱۵ در آلبوم آبی پروانه‌ای[۱۳]